# Smrjene
Smrjene este o localitate din comuna Škofljica, Slovenia, cu o populație de 704 locuitori.